# Centralisme
Ne doit pas être confondu avec Centrisme.
Pour les articles homonymes, voir Centralisme (homonymie).
Le centralisme est une forme d'organisation d'un État, ou d'une organisation, dans laquelle les décisions sont prises dans un centre unique.
Dans son sens constitutionnel, les décisions sont prises dans la capitale d'un État organisé en « sous-localités » dépendantes financièrement et décisionnellement du niveau national, ces sous-localités n'étant que de simples relais ascendants de l'information (ou de votes) d'une organisation générale descendante.

## Pour les États

### Les États centralisés
Actuellement, au sein de l'Union européenne, la Grèce, le Luxembourg, le Portugal et la Suède sont organisés de manière centralisée et uniforme. L'organisation de la France est légèrement décentralisée (article 1er de la Constitution de la Ve République), mais elle demeure très loin d'une réelle décentralisation voire régionalisation, comme au Royaume-Uni, en Espagne, aux Pays-Bas, en Italie, etc).
Hors d'Europe, l'exemple le plus abouti d’État très centralisé est le Japon où la capitale Tokyo concentre la plupart des institutions.

#### Centralisation française
Avant même la Révolution française et plus tard, la France était un État très centraliste. Cela étant, depuis les années 1980, il y a eu deux vagues de décentralisation, souvent présentées par leurs détracteurs, plus comme un désengagement de l'État sur certains secteurs, visant ainsi à réduire sa dépense propre, qu'à une réelle volonté de réorganiser l'État autour des régions. Depuis 2003 l'article 1er de la Constitution française suppose que l'organisation de la République est décentralisée, ce qui, en pratique, n'est visiblement pas le cas.
Il ne faut pas confondre déconcentration et décentralisation. La déconcentration est une délégation de compétences au sein d'une même personne morale de droit public (par exemple, de l'État vers le préfet), tandis que la décentralisation est un véritable transfert de compétences d'une personne morale de droit public vers une autre personne morale de droit public (ex : de l'État vers le département).

### Les États décentralisés ou régionalisés
Au contraire des États centralisés, il existe d'autres États unitaires au sein de l'Union européenne qui ont opté pour un modèle différent, tels que le Royaume-Uni ou l'Espagne. Ces derniers sont découpés en Nations constitutives pour le Royaume-Uni ou en Communautés autonomes pour l'Espagne où l'on retrouve souvent dans les statuts d'autonomie l'expression de Nationalités historiques.

### Les États fédéraux
À l'opposé des États unitaires, certains pays sont organisés sous la forme d'un État fédéral, composé d'États fédérés. La souveraineté est partagée entre l'État fédéral et les États fédérés comme l'Allemagne avec ses Länder ou les cantons pour la Suisse.

## Pour les organisations
Le centralisme peut également désigner le mode d'organisation interne d'un mouvement politique ou syndical.
Dans le cas des partis communistes d'inspiration léniniste, l'expression « centralisme démocratique » a été utilisée.

### Synonymes
- État unitaire
- Centralisation
- Jacobinisme, Parisianisme

### Antonymes
- Fédéralisme
- Régionalisme
- Décentralisation, Déconcentration
- Principe de subsidiarité